# Alticola strelzowi
Alticola strelzowi є видом гризунів родини Cricetidae. Зустрічається в Китаї, Казахстані, Монголії та Росії. Мешкає на кам'янистих схилах і розмиваються відслоненнях з вузькими порожнинами і щілинами. Будує купи каменю та сміття біля входу в свою ущелину. Денний. Харчується стеблами та насінням трав, рідше дрібними тваринами. Будує великі зимові гнізда і зберігає рослинність у щілинах для споживання протягом зими. Колоніальний. У Китаї має принаймні три виводки за сезон розмноження, у північній частині ареалу (Росія та Казахстан) зареєстровано два виводки.

## Характеристики
Плоскоголова гірська полівка досягає довжини голови і тіла від 10,4 до 13,5 сантиметрів з хвостом від 3,3 до 4,7 сантиметрів. Довжина задньої лапи 19–22 міліметри, довжина вуха 14,5–26 міліметрів. Шерсть на спині мінлива, але зазвичай сірувато-коричнева. Очеревина білувато-сіра. Хвіст порівняно довгий і зазвичай білий, іноді коричнево-білий зверху. Верх лап білий.